# Acacia mirandae
Acacia mirandae là một loài thực vật có hoa trong họ Đậu. Loài này được L.Rico miêu tả khoa học đầu tiên.